# Търговище (област Видин)
Вижте пояснителната страница за други значения на Търговище.
Търго̀вище е село в Северозападна България. То се намира в община Чупрене, област Видин. Населението му е около 148 души (15 март 2024).

## Наименование
Наименованието на село Търговище идва от думата „търговия“, но точната връзка между двете е неясна. За разлика от други селища с това име, няма никакви свидетелства за наличието на пазар или панаир в селото. Вероятно името е свързано с транзитна търговия по пътя, минаващ през близкия Светиниколски проход и свързващ Дунав с Поморавието. Местна легенда извежда наименованието на селото от негово основаване от трима търговци.

## География

### Разположение
Търговище е разположено на 351 метра надморска височина в западния Предбалкан, на 11 километра южно от Белоградчик и на 13 километра североизточно от границата със Сърбия. Селото се намира непосредствено над пресичането на рида Ведерник, югозападно рамо на силно денудираната Белоградчишка антиклинала, от долината на Чупренска река.
Землището на селището е с площ 22,131 квадратни километра. То граничи със землищата на селата Чупрене на запад, Върбово на северозапад, Боровица на север, Протопопинци на североизток и Репляна на изток и юг. Около 3 километра от югоизточната граница е с широка едва няколко десетки метра ивица от землището на Репляна, отвъд която започва землището на Горни Лом.
Границата с Чупрене започва от вододела между Чупренска и Краставичка река, спуска се на север по билото на рида Белотек, вододел между Дедин дол и дола Буковец, в местността Шумак се отклонява на северозапад към Буков дол, върви по неговото течение до около 75 метра над вливането му в Чупренска река, след което завива рязко на северозапад, пресича Чупренска река и продължава на север през Чупренско равнище до югоизточния край на Чупренския венец, преминава по цялата му дължина и накрая завива на север до връх Клюн.
Границата със землището на Върбово тръгва от връх Клюн, върви на изток по главния венец на Горня глама, спуска се на север по билото на Йовин рът, а след това на североизток по Суичин дол до неговото сливане с Лилячки дол. Границата с Боровица се изкачва по Лилячки дол, през седловината Мишовъц излиза на вододела между Чупренска и Стакевска река и го следва на изток, минавайки непосредствено на юг от връх Станков конярник, а след това завива на североизток до Ваковска ливада. Границата с Протопоинци е най-къса – пресича Ваковска ливада, спуска се по Паяцки дол, пресича Чупренска река и се изкачва до възвишението Долно усое на десния ѝ бряг.
Най-дълга е границата на землището с това на Репляна. Тя тръгва на юг по източния край на ридовете Долно усое и Усое, изкачва се по пролаза Запад към главния венец на Долня глама, достига връх Болван, преминава по ръба на Мали венъц и оттам следва на югозапад приблизително вододела между Чупренска и Реплянска река, за около километър и половина преминава на запад по общинския път Търговище – Долни Лом, заобикаля от запад Миин връх, стигайки почти до източния бряг на язовир „Дедин дол“, след което минава по билото на Шиблянски рът, а оттам следва на югозапад и запад вододела между Чупренска и Краставичка река.

### Релеф
Основната част от селото и най-добрите му обработваеми земи са разположени в дънната част на долината на Чупренска река, която образува почти права ивица, започваща над селото и продължаваща около 6 километра на североизток, и имаща ширина около 500 метра. Тази равнинна ивица, стесняваща се до около 200 метра при пролома през Ведерник, има слаб надлъжен наклон, като надморската ѝ височина варира от 297 метра при границата със землището на Протопопинци до 377 метра при границата с Чупрене.
Билото на рида Ведерник е оформено от характерните за региона венци – варовикови отвеси с височина 10 – 15 метра, образуващи изпъкнали обърнати на североизток дъги. Североизточно от венците са разположени хълмове, пресечени от множество долове. Югоизточно от венците се намират т.нар. глами – Горня глама северозападно от долината на Чупренска река и Долня глама от югоизточната ѝ страна – сухи, частично обезлесени и ерозирали карстови зони. По венците и гламите има различни скални образувания – вторични венци и няколко пещери – вертикалното образувание Яме, Тъвна дупка, Меча дупка и други. Най-високата точка на Горня глама е връх Клюн (910 m), а на Долня глама – връх Болван (825 m).
Южно от гламите и селото землището включва част от Салашко-Превалското понижение, издигаща се на юг равнина. Южно от нея то продължава в северните склонове на Чипровската планина. Най-високата точка на землището е безименен връх на границата с Репляна с надморска височина 938 метра.

### Климат и води
Климатът в Търговище е влажен субтропичен (Cfa по Кьопен), а в системата на Алисов е част от континенталната област на умерения пояс. Средната минимална дневна температура през януари и февруари е -2 °C, а средната максимална дневна температура през юли и август – +28 °C. Годишното количество на валежите е около 600 mm, като те са сравнително равномерно разпределени през година, с известно увеличение в периода април-юни, а снеговалежи има от ноември до март.
Главната река на Търговище е Чупренска, 7 километра от дължината на която преминават през землището на селото, разположено на нейния ляв северозападен бряг. Реката има бързо лъкатушещо течение с редуване на бързеи и малки вирове и предимно чакълесто и едрокаменно дъно.
В Чупренска река се вливат множество долове, повечето от тях без постоянен воден отток. Първият десен приток е долът Буковец, по-голямата част от водосборът на който е в землището на Чупрене, но в продължение на около 700 метра образува границата между двете землища, а последните 90 метра преди устието му са в землището на Търговище.
Главният приток на Чупренска река в района на Търговище е Дедин дол, който отводнява цялата южна планинска част на землището, както и съседна част от землището на Репляна. Той извира в подножието на високия 829 метра връх Севериновец и тече на север, събирайки редица притоци – Пиляков дол, Янички дол, Лапин дол, Мечи дол, Болярски дол, Танюрков дол, Миин дол, Лаланов дол, Мачкан, Жулин дол. След като пресича Салашко-Превалското понижение и шосето за Репляна, долът завива на североизток и в продължение на 800 метра върви успоредно на Чупренска река в подножието на Долня глама, преди да се влее в Чупренска срещу селото.
През 1960 година на Дедин дол е изграден микроязовирът „Дедин дол“ (наричан също „Търговище“) с висока 14 метра и дълга 150 метра земнонасипна стена, залята площ 4,4 хектара и полезен обем 290 хиляди кубични метра. Язовирът се използва за регулиране на оттока на Дедин дол, в първите години след построяването му – и за напояване на разположените под него обработваеми земи, а в отделни периоди са правени опити за промишлено развъждане на риба. Към 2017 година той е в лошо техническо състояние и общината взема решение за ликвидирането му, но през лятото на 2018 година го прехвърля на държавата, след като правителството планира финансирането на множество подобни обекти.
Също от дясната страна на Чупренска река, при самото село направо в нея се влива изворът в местността Кладенец, който се подхранва от карстови води от Долня глама и е каптиран за водоснабдяване на селото. При силно снеготопене или продължителни валежи в карстови кухини в Долня глама се натрупва вода и на Мали венъц над местността Златарке в продължение на дни се образуват три водопада, наричани Езерете. Под Мали венъц е Самаров дол извира от мочурища в местността Пешчаница.
От лявата страна на Чупренска река основната част от Горня глама се отводнява чрез Кльокочин дол. Също подхранвани от Горня глама извори над стопанския двор дават началото и на Тодоркина река, наричана също Върбак, която при високи нива на Чупренска река се подхранва подземно и с нейни води, след което протича през цялото село, успоредно на Чупренска, до вливането си в Селски дол. Той извира в подножието на Горня глама и тече на югоизток през централната част на селото, където част от коритото му е коригирано с бетонни елементи. В горното течение на Селски дол има изграден каптаж и резервоар, използвани в миналото за водоснабдяване. В долния край на селото преминава и успоредния Мали долич.
Под селото леви притоци на Чупренска река са Попов дол, Лукаръчки дол с притока му Куси дол, дългия Лисъчки дол, Раздолци и граничния с Протопопинци Маджаров дол. Най-северозападната част от землището на Търговище влиза във водосборния басейн на Върбовска река. Тук частично в землището попадат течащите на север Йовин дол, Суичин дол и Лилячки дол.

### Флора и фауна
Търговище попада в Предбалканския подрайон на Севернобългарския биогеографски район, характеризиращ се с предимно горска растителност и преобладаване на северните видове, но и със значителен брой субсредиземноморски видове.
Около 44% от територията на землището е заета от горски екосистеми, главно от зимен дъб (Quercus petraea) и келяв габър (Carpinus orientalis). В подножията на венците и във високите части по горното течение на Дедин дол, над 650 метра надморска височина, има компактни масиви от обикновен бук (Fagus sylvatica). Има значителни площи с изкуствени насаждения от черен бор (Pinus nigra) и бяла акация (Robinia pseudacacia). По двете глами има вторични гори от келяв габър, формирани на обезлесени в миналото терени или изоставени пасища, а по-склоновете им има храстови зони с видове, като обикновен люляк (Syringa vulgaris) и обикновена смрадлика (Cotinus coggygria).
По долината на Чупренска река и в Салашко-Превалското понижение значителна част от земите се обработват. На двете глами, в по-силно окарстените и ерозирали зони, има предимно тревиста растителност със сухоустойчиви видове. По гламите и техните венци има локализирани рефугиуми на редки растения като българските ендемити веленовски дебелец (форма на хойфелов нежит, Jovibarba heuffelii), йорданова камбанка (Campanula jordanovii), пеперудоцветен салеп (Anacamptis papilionacea) и стефчова тлъстига (Sedum stefco), както и ванерова симфиандра (Campanula wanneri), висока бисерка (Melica altissima) и сръбска рамонда (Ramonda serbica).
Сред гръбначните животни, срещащи се около Търговище, най-разнообразни са птиците, като селото е разположено на Виа Аристотелис, един от двата основни маршрута на прелетните птици в България. Сред редките птици в района на селото са белошипата ветрушка (Falco naumanni), забулената сова (Tyto alba), ливадният дърдавец (Crex crex), във възрастните гори – черният кълвач (Dryocopus martius), в скалистите местности на гламите – планинският кеклик (Alectoris graeca). Други характерни птици са бухалът (Bubo bubo), в гламите – червеногърбата сврачка (Lanius collurio), а в самото село – белият щъркел (Ciconia ciconia), селската лястовица (Hirundo rustica) и градската лястовица (Delichon urbicum).
От бозайниците в района на селото се срещат всички разпространени в България видове прилепи, планинското сляпо куче (Spalax leucodon), сърната (Capreolus capreolus), благородният елен (Cervus elaphus), дивата свиня (Sus scrofa), язовецът (Meles meles), лисицата (Vulpes vulpes), белката (Martes foina), както и редките видове видра (Lutra lutra), златка (Martes martes), вълк (Canis lupus) и дива котка (Felis silvestris). До 30-те години на XX век около селото са срещани кафяви мечки (Ursus arctos), а до 40-те години – и рисове (Lynx lynx).
В Чупренска река се срещат риби като черна мряна (Barbus petenyi), речен кефал (Leuciscus cephalus) и уклейка (Alburnus alburnus). В миналото при пролетно пълноводие по реката се изкачват големи рибни пасажи, включително от бяла мряна (Barbus barbus), но днес това е невъзможно, заради изградените по течението на река Лом бентове и решетъчни прегради. В различни периоди язовир „Дедин дол“ е зарибяван с шаран (Cyprinus carpio), костур (Perca fluviatilis), бабушка (Rutilus rutilus), бял толстолоб (Hypophthalmichthys molitrix), дъгова пъстърва (Oncorhynchus mykiss), бял амур (Ctenopharyngodon idella).
Херпетофауната в района е представена от дъждовник (Salamandra salamandra), дървесница (Hyla arborea), жълтокоремна бумка (Bombina variegata), кафява крастава жаба (Bufo bufo), рядката шипоопашата костенурка (Testudo hermanni) и 6 вида змии, сред които една отровница – пепелянката (Vipera ammodytes).

### Опазване на околната среда
В землището на Търговище няма защитени територии, но то, както и цялата община Чупрене, попада в две покриващи се защитени зони от системата „Натура 2000“ – зоната за защита на местообитанията „Западна Стара планина и Предбалкан“ (BG0001040) и зоната за защита на птиците „Западен Балкан“ (BG0002002).
Едно от 37-те защитени местообитания на зона „Западна Стара планина и Предбалкан“ – субконтинентални пери-панонски храстови съобщества (40A0), доминирано от анасонолистна шипка (Rosa pimpinellifolia) – е открито в зоната само върху площ от около декар в Долня глама при границата със землището на Репляна.
Други местообитания, обект на защита, са:
- 6210. Полуестествени сухи тревни и храстови съобщества върху варовик (Festuco-Brometalia) с доминиращи видове белизма (Dichantium ischaemum), черна садина (Chrysopogon gryllus) и валезийска власатка (Festuca valesiaca) – по долното течение на Дедин дол и в местността Шумак между Дедин дол и границата с Чупрене[34]
- 6230. Богати на видове картълови съобщества на силикатен терен в планините с типични видове картъл (Nardus stricta), обикновена полевица (Agrostis capillaris), същинска рунянка (Hieracium hoppeanum), петнист кантарион (Hypericum maculatum), витошки еделвайс (Antennaria dioica) и плоскосеменно великденче (Veronica chamaedrys) – в най-високите части по границата с Репляна[35]
- 6240. Субпанонски степни тревни съобщества с доминиращи видове белизма (Dichantium ischaemum) и валезийска власатка (Festuca valesiaca) – основната част от Горня глама и високите части на Долня глама[35]
- 6430. Хидрофилни съобщества от високи треви в равнините и в планинския до алпийския пояс с типични видове балканска паламида (Cirsium appendiculatum), червено омайниче (Geum coccineum), кръглолистно ленивче (Lysimachia nummularia), туфеста пластица (Deschampsia caespitosa) и бяла чобанка (Petazites albus) – малък участък край Чупренска река в долния край на местността Луке[36]
- 8210. Хазмофитна растителност по варовикови скални склонове с типични видове златиста папрат (Ceterach officinarum), стенно изтравниче (Asplenium ruta-muraria), страшниче (Asplenium trichomanes), сладка папрат (Polypodium vulgare) и мъждрян (Fraxinus ornus) – по главните венци на двете глами[37]
- 8220. Хазмофитна растителност по силикатни скални склонове – в ограничен участък на Долня глама[38]
- 9150. Термофилни букови гори (Cephalanthero-Fagion) с доминиращ вид обикновен бук (Fagus sylvatica) – в подножието на венеца на Горня глама и отделни участъци по левите притоци на Дедин дол[39]
- 9170. Дъбово-габрови гори от типа Galio-Carpinetum с доминиращи видове обикновен габър (Carpinus betulus), обикновен горун (Quercus dalechampii), обикновен бук (Fagus sylvatica) и планински ясен (Fraxinus excelsior) – в южните планински части на землището и отделни участъци в подножието на венеца на Горня глама[40]
- 9180. Смесени гори от съюза Tilio-Acerion върху сипеи и стръмни склонове с доминиращи видове едролистна липа (Tilia platyphyllos), обикновен габър (Carpinus betulus) и полски клен (Acer campestre) – в отделни участъци в южните планински части на землището[41]
- 91G0. Панонски гори с Quercus petraea и Carpinus betulus с доминиращи видове зимен дъб (Quercus petraea) и обикновен габър (Carpinus betulus) – значителни участъци в южните планински части на землището, почти целия дял от водосбора на Върбовска река и по течението на доловете под Долня глама[42]
- 91M0. Балкано-Панонски церово-горунови гори с доминиращи видове цер (Quercus cerris), обикновен горун (Quercus dalechampii) и благун (Quercus frainetto) – по Долня глама, участъци в подножието на двете глами и западно от язовир „Дедин дол“[43]
- 91W0. Мизийски букови гори с доминиращ вид обикновен бук (Fagus sylvatica) – значителни масиви в южния край на землището, в подножието на венеца на Долня глама и отделни участъци във водосбора на Върбовска река[44]

## История

### Ранна история
Пещерите в района на селото са проучвани за археологически находки от местни краеведи и от археолозите Васил Миков и Иван Балкански, като по-трайни следи от обитаване са открити в Тъмна дупка в подножието на връх Болван в Долня глама. Пещерата е с дължина 115 метра, ширина до 15 метра и височина до 5 метра. В миналото входът ѝ е с височина около 1,5 метра, но днес е почти затрупан, частично в резултат на провежданите археологически проучвания. Находките в Тъмна дупка показват, че тя е използвана като временно убежище между средния палеолит и желязната епоха. Сред тях са фрагменти от каменни инструменти, кости от пещерна хиена и пещерна мечка, остатъци от халщатска керамика.
През Късната Античност и Ранното Средновековие около венеца на Долня глама функционира комплекс от укрепления, част от поредица подобни съоръжения, охраняващи пътя през Светиниколския проход, най-близкото от които е на Черни връх над Чупрене. Главното укрепление е триетажна кула разположено на венеца върху Соколова чука. При проучването ѝ са открити множество останки от керамика, инструменти и дребни монети от III – VI век, както и по-късни византийски емисии. При пролаза през венеца, водещ към Тъмна дупка, е открит късноантичен отбранителен пост с железни ножове и върхове на копия, както и буци желязна шлака. На самия връх Болван има останки от друго триетажно укрепление от местен камък с множество керамични фрагменти, инструменти, два фрагмента от мраморен корниз, монети от IV – VI век. В подножието на укрепленията, в обработваемите земи на Златарке, Луке и към Попов дол, са откривани следи от плитки основи на временни жилища, вероятно свързани с фортификационните съоръжения.
Случайни находки, говорещи за наличието на други късноантични селища в землището, са откривани на двете глами – в местностите Кюсина падина и Пръшляк и по Кльокочин дол. Те включват фрагменти от керамика и бронзови апликации, монети, инструменти и оръжия, желязна шлака.
Макар и по-редки от късноантичните, на територията на землището, особено при кулата на Соколова чука, са откривани отделни находки и от Средновековието, главно сребърни и златни накити. Сред тях е добре изработен златен пръстен със скъпоценен камък във византийски стил, открит в местността Кладенец. Тези находки говорят за възможно непрекъснато обитаване на селището от Античността до Османската епоха.

### Османски период
Първото известно писмено споменаване на Търговище е от османски регистър от 1454/1455 година, според който в него има тимар с девет домакинства, две вдовици и трима неженени. Регистър 1479/1480 година отново споменава тимар в селото. Според друг документ от същата година, регистър на соколарите, 1 или 2 семейства от Търговище са част от тимар на някой си Исмаил, син на Якуб. Регистър от 1560/1561 година говори за тимар на Мустафа, син на Йолджи, с доход 3400 гроша.
В края на XVII век, заедно с почти всички тимари във Видинския санджак, селото е включено в султански хас. В средата на XVIII век, отново следвайки масова практика в региона, селото става господарско – дадено е срещу тапия на частно лице, което отдава земите за ползване и освен това събира държавните данъци. Според данъчен регистър от 1840 година на облагане подлежат 20 домакинства, а размерът на държавните данъци е 25 658 куруша.
Недоволството от тази система предизвиква поредица бунтове в целия регион. От този период е известен Кара Петър Спасов – Змията от Търговище, който е сред активните участници в Берковския бунт през 1835 година, Нишкото въстание през 1841 година и Пуйовата размирица през 1849 година, след която е убит при Стакевци.
От средата на XIX век са най-ранните сведения за изграждане около селото на система от малки канали (вади), използвани както за напояване, така и за задвижване на воденици и тепавици (волявици). Най-старата тепавица, продължаваща да функционира в средата на XX век е построена от Тодор Маджаров в местността Йовина ливада. През XIX век няколко жители на селото се занимават и с търговия с добитък. То вероятно е сред планинските села в Белоградчишка кааза, които извършват организирани от властите доставки на дървен материал за дунавския флот, за строителството и за изработване на коли.
След началото на Танзимата Търговище получава известно самоуправление – през 1847 година е възстановена длъжността на кнеза (името на първия кнез е Кръсто), а по това време местният първенец Йоцо откупува данъците на селото. Въпреки това местната администрация във Видинския санджак бави прилагането на Гюлханския хатишериф и премахването на господарлъците, което предизвиква Белоградчишкото въстание от 1850 година.
През 1849 година кнез Кръсто и Чорбаджи Йоцо представляват Търговище на голямо събрание в Раковишкия манастир, на което се обсъжда въстанието. През май 1850 година двамата организират отряд от селото, който отива в Белоградчик през Върбово, Пролазница, Чифлик и Извос, като по пътя прогонва няколко охранителни поста и подпалва турските чифлици. След неуспешния опит за превземане на крепостта в Белоградчик, повечето бунтовници се укриват известно време в горите около Търговище и към сръбската граница, докато е обявена амнистия и те се връщат по домовете си. Сред заловените и изпратени на заточение е и братът на Кара Петър – Змията Нико Спасов. Господарлъците в Северозападна България са ликвидирани през 1853 година.
В средата на 60-те години жителите на селото започват да събират пари за изграждането на нова църква. Сегашната църква „Свети Николай“ е построена през 1870 – 1872 година от трънския майстор дядо Камен и е осветена през 1873 година от епископ Кирил Белоградчишки.
Според данъчни регистри от 1870 година в селото има 60 домакинства.
През май 1876 година, по време на Априлското въстание, Търговище е сред няколкото разбунтували се села в Белоградчишко. При последвалото османско настъпление, голяма част от жителите на селото, сред които и свещеникът Недялко Петков, преминават в Сърбия, като част от тях се включват като доброволци в започналата през юни Сръбско-турска война. Според доклад на белоградчишкия каймакамин от май 1877 година, по това време избягалите жители на селото вече са се завърнали.
През пролетта на 1877 година, в навечерието на Руско-турската война, двама жители на Търговище – братята Георги и Тодор Божинови Джонови, които по това време се намират в Румъния – стават доброволци в Българскота опълчение. По време на войната руският контрол в региона е установен от части на Десния летящ отряд на генерал Николай Леонов, който прочиства селата от паравоенни групи мюсюлмани, изтласкани към Ниш и Пирот и заема граничните пунктове, предотвратявайки възможно сръбско настъпление в района. Според приписка от съседното село Чупрене, то е освободено на 7 декември.

### След Освобождението
След Освобождението за кмет на селото многократно е преизбиран бившият опълченец Георги Божинов, който е най-дълго заемалият този пост. По време на Сръбско-българската война през 1885 година той организира група доброволци, които след престрелки със сръбски авангардни групи при Върбово и Чифлик, се присъединяват към гарнизона на Белоградчик при неговата защита в началото на ноември.
От 80-те години на XIX век по-заможните жители на селото, обикновено занимаващи се и с някакъв занаят или търговия, започват да строят двуетажни къщи, в които приземният етаж се използва за стопански нужди, а вторият като жилище. През 1883 година е изградена селска чешма, вградена в оградата на църковния двор. В периода след Освобождението населението на селото, както и на цялата страна, бързо нараства. При Освобождението в селото има около 60 домакинства, а през 1907 година те са към 100.
В средата на 80-те години в селото е създадено Начално училище „Свети Климент Охридски“, като първоначално занятията се водят в частни жилища, а след това в отделена стая в общината. Самостоятелната сграда на училището е построена през 1888 година, откогато датират и по-подробните и надеждни сведения за него. Първоначално обучението е в слети класове, но броят на учениците постепенно нараства и класовете са обособени, а след това са създадени и отделни паралелки.
В началото на XX век в Търговище има по няколко активисти на Народната и Демократическата партия, а през 1908 година е създадена и организация на Радикалдемократическата партия.
В Балканските войни загиват 21 жители на Търговище. Повечето мобилизирани служат в Петнадесети пехотен ломски полк от Шеста пехотна бдинска дивизия. Той напуска гарнизона си в Белоградчик на 25 септември 1912 година и е прехвърлен през Враца и Търговище в Източна Тракия, където участва в Люлебургаско-Бунархисарската и Чаталджанската операция. След началото на Междусъюзническата война през лятото на 1913 година полкът е прехвърлен в района на Струмица, а след нейния край се връща в Белоградчик на 26 август.
В началото на Първата световна война Петнадесети пехотен ломски полк участва в настъплението към Зайчар, Болевац и Прокупле, а след това е прехвърлен на Солунския фронт, където участва в Чеганската операция и Битката при Червената стена. Във войната загиват 13 души от Търговище.
През 1919 година в селото е създадена организация на Българския земеделски народен съюз, който е водещата политическа партия през следващите няколко години. По това време своя организация създава и Българската комунистическа партия (тесни социалисти). След Деветоюнския преврат и Септемврийското въстание по няколко земеделци и комунисти от селото са арестувани за кратко.
В избирателните списъци от 1922 година, включващи само пълнолетни мъже, има 220 души, а по данни от 1934 година населението на селото е 997 души. От 1922 година училището е преобразувано в прогимназия. Чешмата в църковната ограда през 1929 година е заменена от разположена в близост нова чешма, захранена с водопровод от каптаж в местността Вилип. Още през 1914 година в селото е създадено читалище, което носи името на осветилия го митрополит Неофит Видински, но то започва да развива по-активна дейност след войните, главно с любителски театрални постановки.
Заради ограничените площи качествени обработваеми земи на селото някои негови жители пътуват на гурбет в Румъния, Централна Европа, Северна и Южна Америка. Започва и изселването към големите градове, в този период главно Габрово, Варна и София, а десетки са наети трайно в армията. По това време цели семейства закупуват земи и се преселват в равнинните села на Белоградчишко и Ломско, наричани Долнянци – Ружинци, Дражинци, Бело поле, Крива бара, Дъбова махала, Василовци, Дондуково. Други остават в селото, но купуват земи в Долнянци, които обработват от разстояние, главно за производство на зърно.
Много други търговляни съвместяват земеделието с допълнителен занаят. След Освобождението в най-важната такава дейност се превръща тепавичарството. Изградени са около 30 тепавици, в които се обработват домашни шаяци (клашнье) от цялото Поломие, откъдето търговищките тепавичари (клашняри) изместват конкурентите си от Вършец. За тази цел е създадена мрежа от конакчии, посредници, събиращи шаяци за обработка от едно или повече села. Тепавичарите използват различни форми на сътрудничество при ценообразуването и транспорта, а през 30-те години всички собственици и занаятчии се включват в специално сдружение.
Други упражнявани полупрофесионално занаяти са шивачеството, дърводелството, ковачеството, каменоделството с добиван край селото местен варовик, сладкарството, машинното плетачество. Важно значение продължава да играе дърводобивът, често чрез незаконна сеч в държавни и общински гори, като местни кираджии извозват цели кервани със строителна дървесина и дърва за огрев към пристанището на Лом и пазарите в Белоградчик и Ружинци. Семейство пришълци, наричани „гърци“, но по-вероятно евреи, изграждат пещи за производство на вар (вареница). През 40-те години те се изселват в Лом, но вареницата е купена от Йордан Панкин и продължава да функционира.
В Междувоенния период в земеделието навлизат различни нововъведения като железните плугове и редосеялките. В селото има няколко вършачки с парно задвижване, които се дават под наем и в съседни села, а традиционното вършеене с дикани практически изчезва. През 1936 година е създадена Потребителска кооперация „Съгласие“ с близо 200 членове, която развива успешна дейност и дори прави дарения за училището и читалището.
През Втората световна война мобилизираните от Търговище са главно в Петнадесети пехотен ломски полк, Трети пехотен бдински полк и Тридесет и пети пехотен врачански полк. През есента на 1944 година те участват с Първа армия в Страцинско-Кумановската операция, а в началото на 1945 година – в Сремската и Дравската операция. Двама участници във войната умират от наранявания, след като се връщат в селото. През есента на 1944 година през селото преминават и съветски войски, част от които прекарват известно време на лагер в местността Бербатовъц, като извършваните от тях мародерства и пиянство са умерени.
Икономическите трудности от времето на Втората световна война така и не са преодолени. Утвърждаващият се след Деветосептемврийския преврат комунистически режим осъществява силен натиск върху селското население с тежки наряди и дискриминационна купонна система. Тези тежести, последвани през 1947 година от Национализацията на горите, важни за икономиката на Търговище, поставят началото на демографски срив, който през следващите десетилетия намалява многократно жителите на селото.
През 1949 година каптажът при извора Вилип е реконструиран, под него е построен резервоар с обем 20 кубически метра и е изградена разпределителна мрежа, водоснабдяваща цялото село. По това време на десния бряг на Чупренска река е изградена мандра, произвеждаща бяло саламурено сирене и кашкавал от овче мляко, а в оборудването ѝ е използван демонтиран от вършачка парен двигател.

### След Колективизацията
Колективизацията е кампания на комунистическия режим, която драстично променя живота в българските села. Тя започва около 1950 година в равнинните села на Долнянци, където притежаваните от търговляни плодородни ниви са иззети в новосъздаваните Трудови кооперативни земеделски стопанства (ТКЗС) и са заменени с нискокачествени земи.
В самото Търговище ТКЗС е основано на 22 септември 1953 година и е наречено „Двадесет и трети септември“ в чест на Септемврийското въстание от 1923 година. Първоначално в него се включват около 25 души, повечето членове на Комунистическата партия. С масиран натиск, включващ често заплахи за различни рестрикции за преселилите се в градовете близки на хората, към 1956 година почти всички собственици на земи са принудени да станат членове на ТКЗС.
Нарядите и Колективизацията ограничават домашното производство на шаяци и важният за селото тепавичарски занаят запада, а в средата на 50-те години практически изчезва. По това време отмират и повечето процъфтяващи в миналото занаяти, обединени през 1946 година от властите в кооперация. Вареницата е закрита през 60-те години. Бързото обезлюдяване на селото води и до закриването на училището през 1964 година, след което и читалището почти прекъсва дейността си.
През 1953 година селото е електрифицирано. През 1957 – 1958 година водопроводната мрежа на селото е модернизирана, а след 1966 година е захранена от планинските водохващания в Светиниколската планина. По-късно в местността Кладенец на десния бряг на Чупренска река, в подножието на Долня глама, е построено водохващане с помпена станция, която се използва при недостиг на вода в планинските водохващания. През 1960 година главният път е асфалтиран, а по останалите улици е поставена макадамова настилка, като по-късно и те са асфалтирани.
Бързото обезлюдяване на селата в планинските крайгранични зони предизвиква безпокойството на комунистическия режим, опасяващ се, че този процес ще отслаби контрола му над границата. В резултат на това той предприема различни мерки за подобряване на материалното положение на селата в тези райони, включително преобразуването на местните ТКЗС в Държавни земеделски стопанства (ДЗС), работещите в които получават значително по-добро заплащане и се ползват с редица други привилегии. ТКЗС в Търговище е преобразувано в ДЗС през 1960 година, а малко по-късно е присъединено към ДЗС в Чупрене. Това не спира изселването на жителите на селото, но подобрява финансовото положение на оставащите и през последвалото десетилетие към 80% от къщите в селото са заменени с нови.
ДЗС създава над 100 хектара с трайни насаждения, главно сливи, малини и касис, но обработваните от него земи остават около 10% от площта на землището, а добивите са ниски. Към края на 70-те години стопанството отглежда около 500 овце, 500 агнета, 200 крави и 150 телета, а сравним брой овце и кози се отглеждат и от частни стопани.
През 1981 година кооперация от Ново село купува една от сравнително запазените тепавици – Цанинска волявица – и се опитва да я възстанови, частично като туристическа атракция, частично за пране на килими и други тежки тъкани. Част от съоръженията са възстановени и тепавицата се използва за пране до края на 80-те години. По това време окончателно спира работа и мандрата.

## Население
Броят на жителите на селото е с тенденция на намаляване. Естественият прираст е силно отрицателен, като за периода 2008 – 2012 година в селото има едно родено дете, а починалите са 32 души.
| Население между 1934 и 2018 година | Население между 1934 и 2018 година | Население между 1934 и 2018 година | Население между 1934 и 2018 година | Население между 1934 и 2018 година |
| ---------------------------------- | ---------------------------------- | ---------------------------------- | ---------------------------------- | ---------------------------------- |
| Година                             |                                    |                                    | Население                          |                                    |
| 31.12.1934                         | 31.12.1934                         |                                    | 997                                | 997                                |
| 31.12.1946                         | 31.12.1946                         |                                    | 964                                | 964                                |
| 01.12.1956                         | 01.12.1956                         |                                    | 836                                | 836                                |
| 01.12.1965                         | 01.12.1965                         |                                    | 644                                | 644                                |
| 02.12.1975                         | 02.12.1975                         |                                    | 515                                | 515                                |
| 04.12.1985                         | 04.12.1985                         |                                    | 369                                | 369                                |
| 31.12.1995                         | 31.12.1995                         |                                    | 274                                | 274                                |
| 31.12.2005                         | 31.12.2005                         |                                    | 184                                | 184                                |
| 31.12.2015                         | 31.12.2015                         |                                    | 138                                | 138                                |
| 31.12.2018                         | 31.12.2018                         |                                    | 124                                | 124                                |
| Източник: ЕКАТТЕ                   |                                    |                                    |                                    |                                    |

|                     | Численост | Дял (в %) |
| Общо                | 142       | 100,00    |
| Българи             | 122       | 85,91     |
| Турци               | 0         | 0,00      |
| Цигани              | 17        | 11,97     |
| Други               | 0         | 0,00      |
| Не се самоопределят | 0         | 0,00      |
| Неотговорили        | 2         | 1,40      |

## Инфраструктура

### Селищно устройство
Селището е развито по оста на Републикански път III-114, свързващ Лом с Чупрене и затворения през 40-те години Светиниколски проход, който служи за негова главна улица. Исторически селото възниква на първите възвишения под Горня глама, като по-ниските части към Чупренска река се използват като обработваеми земи. Според записани в началото на XX век сведения в ранния център, включващ църквата „Свети Николай“, училището и старата общинска сграда, първо се заселват фамилиите Катинци, Савини и Панкини, последвани от Маджарови, Стоянови, Кюртини, Шунини и Ненкини.
С разрастването на селото извън първоначалния център се оформят няколко махали. Също по възвишенията възникват махалите „Брег“ и „Чука“, съответно на югозапад и изток от центъра. По протежение на шосето за Лом се оформят други две махали – „Горни край“ на югозапад и „Долни край“ на североизток. Последната появила се махала е „Паздер махала“ между вадата Върбак и Чупренска река, заселена главно чрез делби на стари родове, при което нови къщи се изграждат в дотогавашни обработваеми земи, главно зеленчукови градини и гръстелници.
От началото на XX век центърът на селото постепенно се измества на юг. Южно от църквата е изградена главната селска чешма, а през 20-те години до нея е поставен паметник на загиналите във войните. В средата на XX век разположеното между тях и шосето старо гробище, което не се използва от края на XVIII век, е премахнато и превърнато в площад, използван и като футболно игрище.
През 1965 година старата общинска сграда е разрушена и до 1968 година на нейното място е построена нова сграда по характерен за периода образец, включваща помещения за смесен магазин, кръчма, администрация за общината и ДЗС и салон и библиотека за читалището. В началото на 80-те години в северния край на площада при църквата е построена кооперативна фурна. През 1986 година срещу общинската сграда е построен Здравен дом, който днес се използва и от администрацията на кметството.

### Транспорт
Главна улица и основна пътна връзка на Търговище е Републикански път III-114. На 9 километра северно от Търговище път III-114 се свързва с Републикански път III-102 (Димово – Белоградчик – Монтана), а на 17 километра – с главния Републикански път I-1 (Видин – София – Кулата), част от Европейски път Е79. Непосредствено югозападно от селото от път III-114 се отделя местен път VID 1181, който преминава през Репляна и при Долни Лом се свързва с път III-102.

### Водоснабдяване и електроснабдяване
Водоснабдителната система на Търговище се експлоатира от държавното предприятие „Водоснабдяване и канализация – Видин“ чрез неговия експлоатационен район „Ружинци“. Основен водоизточник е гравитачен етернитов водопровод с диаметри 200 – 300 милиметра от намиращи се в землищата на Репляна и Чупрене три планински речни водохващания – „Бела вода“, „Меджова“ и „Дубляк“. Водопроводът е изграден в средата на 60-те години и е силно амортизиран, а тежкият терен през който преминава затруднява поддръжката му. При недостиг на вода в планинските водохващания се използва и разположена в самото село помпена станция, води от която се подават също към Протопопинци и други шест села от средното Поломие. В селото няма изградена обществена канализация.

### Образование и здравеопазване
В селото няма действащо училище и то се обслужва от Основно училище „Академик Михаил Димитров“ в съседното село Чупрене. Доболничната здравна помощ е организирана чрез лекарска и стоматологична практика в Чупрене, а спешната помощ – чрез центъра в град Белоградчик, където се намира и най-близката болница.

## Култура
Жителите на Търговище са част от етнографската група на торлаците, като традиционната носия е белодрешковска за мъжете и двупрестилчена и сукманена за жените. Отмиращият местен диалект е вариант на белоградчишкия говор, част от преходните говори, с характерното преминаване на големия юс в „у“, използване на някои падежни форми и други особености.
Както в цялата страна, в селото традиционно се отбелязват големите православни празници, като Великден, Йордановден, Димитровден, Лазаровден, Цветница, Тодоровден, Сирни заговезни, Еремия, както и свързаните с местния поминък – празниците на овчарите – Гергьовден, лозарите – Трифон Зарезан, тепавичарите – Ивановден. В миналото се е държало много на обичая Светъц, родов празник в деня на някой християнски светец, като е запазена поговорката „За Светъц търговлянин чак от Америка си идва“. С шествия и курбани са почитани общоселският и множество фамилни оброчни кръстове. Местни легенди за змей, обитавал вертикалната пещера Яме, се свързват с горичка в Горня глама, която има характерната форма на буквата „З“.
Традиционно годишният селски сбор е правен на християнския празник Младенци, но при комунистическия режим е преместен и днес се провежда в последната неделя на април. За случая се кани духов оркестър, който през целия ден свири на площада на селото.
Друго редовно събитие е общинският турнир по футбол, който се провежда всяка година от 10 юли до 10 август.
Църквата „Свети Николай“, построена през 1870 – 1872 година, е паметник на културата с национално значение. Характерна за църковната архитектура от втората половина на XIX век в региона и с голямо сходство с църквата на Лопушанския манастир, тя има релефна орнаментация около вратите и прозорците, резбован иконостас и икони на дебърския зограф Аврам Дичов.
В селото е регистрирано Народно читалище „Проф. д-р Асен Златаров“, но дейността му е минимална.
През 2018 г. е написана книга за селото от Ирина Христова, Ангел Малкочев и Николай Димитров, а през 2020 г. е пусната и електронна страница в българската интернет зона под името Предбалкан.БГ Архив на оригинала от 2020-10-30 в Wayback Machine..

### Цитирани източници
- Републиканска пътна мрежа //  api.bg.   Агенция „Пътна инфраструктура“, 2019.  Архивиран от оригинала на 2014-10-09. Посетен на 2019-04-26.
- Борисова, Катя. Четири са опасните язовири във Видинско //  bnr.bg.   Българско национално радио, 2018. Посетен на 2019-04-27.
- Василиев, Асен. Български възрожденски майстори: живописци, резбари, строители.   София, „Наука и изкуство“, 1965.
- Експлоатационни райони //  vik-vidin.com.   ВиК – Видин, 2019. Посетен на 2019-05-12.
- Груев, Михаил. Преорани слогове. Колективизация и социална промяна в Българския северозапад 40-те – 50-те години на XX век.   София, Сиела, 2009. ISBN 978-954-28-0450-5.
- Иванова, Цвета. Чупрене се отказва от два опасни язовира //  kmeta.bg.   KMETA.bg, 2018. Посетен на 2019-04-27.
- Малкочев, Ангел и др. Село Търговище. Географско, историческо и етнографско описание.   София, 2018.
- Матев, Иван и др. Хидробиология.   София, Пенсофт, 2002. ISBN 9789546421715.
- Списък на паметниците на културата с категория „Национално значение“ на територията на област Видин (по населени места) (PDF) //  mc.government.bg.   Министерство на културата, 2019. с. 5. Посетен на 2019-05-24.
- BG0001040 – Западна Стара планина и Предбалкан //  Информационна система за защитени зони от екологична мрежа Натура 2000.   Министерство на околната среда и водите, 2013a.  Архивиран от оригинала на 2017-03-03. Посетен на 2019-05-01.
- BG0002002 – Западен Балкан //  Информационна система за защитени зони от екологична мрежа Натура 2000.   Министерство на околната среда и водите, 2013b.  Архивиран от оригинала на 2017-03-03. Посетен на 2019-05-01.
- Разпространение и оценка на ПС на природно местообитание 40A0. *Субконтинентални пери-панонски храстови съобщества в ЗЗ BG0001040 „Западна Стара планина и Предбалкан“ (ZIP) //  Информационна система за защитени зони от екологична мрежа Натура 2000.   Министерство на околната среда и водите, 2013c. Посетен на 2019-05-01.[неработеща препратка]
- Разпространение и оценка на ПС на природно местообитание 6210. Полуестествени сухи тревни и храстови съобщества върху варовик (Festuco-Brometalia) (*важни местообитания на орхидеи) в ЗЗ BG0001040 „Западна Стара планина и Предбалкан“ (ZIP) //  Информационна система за защитени зони от екологична мрежа Натура 2000.   Министерство на околната среда и водите, 2013d. Посетен на 2019-05-01.[неработеща препратка]
- Разпространение и оценка на ПС на природно местообитание 6240. *Субпанонски степни тревни съобщества в ЗЗ BG0001040 „Западна Стара планина и Предбалкан“ (ZIP) //  Информационна система за защитени зони от екологична мрежа Натура 2000.   Министерство на околната среда и водите, 2013e. Посетен на 2019-05-04.[неработеща препратка]
- Разпространение и оценка на ПС на природно местообитание 6230. Богати на видове картълови съобщества на силикатен терен в планините в ЗЗ BG0001040 „Западна Стара планина и Предбалкан“ (ZIP) //  Информационна система за защитени зони от екологична мрежа Натура 2000.   Министерство на околната среда и водите, 2013e. Посетен на 2019-05-04.[неработеща препратка]
- Разпространение и оценка на ПС на природно местообитание 6430. Хидрофилни съобщества от високи треви в равнините и в планинския до алпийския пояс в ЗЗ BG0001040 „Западна Стара планина и Предбалкан“ (ZIP) //  Информационна система за защитени зони от екологична мрежа Натура 2000.   Министерство на околната среда и водите, 2013f. Посетен на 2019-05-04.[неработеща препратка]
- Разпространение и оценка на ПС на природно местообитание 8210. Хазмофитна растителност по варовикови скални склонове в ЗЗ BG0001040 „Западна Стара планина и Предбалкан“ (ZIP) //  Информационна система за защитени зони от екологична мрежа Натура 2000.   Министерство на околната среда и водите, 2013g. Посетен на 2019-05-04.[неработеща препратка]
- Разпространение и оценка на ПС на природно местообитание 8220. Хазмофитна растителност по силикатни скални склонове в ЗЗ BG0001040 „Западна Стара планина и Предбалкан“ (ZIP) //  Информационна система за защитени зони от екологична мрежа Натура 2000.   Министерство на околната среда и водите, 2013h. Посетен на 2019-05-04.[неработеща препратка]
- Разпространение и оценка на ПС на природно местообитание 9150. Термофилни букови гори (Cephalanthero – Fagion) в ЗЗ BG0001040 „Западна Стара планина и Предбалкан“ (ZIP) //  Информационна система за защитени зони от екологична мрежа Натура 2000.   Министерство на околната среда и водите, 2013i. Посетен на 2019-05-04.[неработеща препратка]
- Разпространение и оценка на ПС на природно местообитание 9170. Дъбово – габърови гори от типа Galio – Carpinetum в ЗЗ BG0001040 „Западна Стара планина и Предбалкан“ (ZIP) //  Информационна система за защитени зони от екологична мрежа Натура 2000.   Министерство на околната среда и водите, 2013j. Посетен на 2019-05-04.[неработеща препратка]
- Разпространение и оценка на ПС на природно местообитание 9180. * Смесени гори от съюза Tilio-Acerion върху сипеи и стръмни склонове в ЗЗ BG0001040 „Западна Стара планина и Предбалкан“ (ZIP) //  Информационна система за защитени зони от екологична мрежа Натура 2000.   Министерство на околната среда и водите, 2013k. Посетен на 2019-05-04.[неработеща препратка]
- Разпространение и оценка на ПС на природно местообитание 91G0* Панонски гори с Quercus petraea и Carpinus betulus в ЗЗ BG0001040 „Западна Стара планина и Предбалкан“ (ZIP) //  Информационна система за защитени зони от екологична мрежа Натура 2000.   Министерство на околната среда и водите, 2013l. Посетен на 2019-05-04.[неработеща препратка]
- Разпространение и оценка на ПС на природно местообитание 91M0 Балкано – Панонски церово – горунови гори в ЗЗ BG0001040 „Западна Стара планина и Предбалкан“ (ZIP) //  Информационна система за защитени зони от екологична мрежа Натура 2000.   Министерство на околната среда и водите, 2013m. Посетен на 2019-05-04.[неработеща препратка]
- Разпространение и оценка на ПС на природно местообитание 91W0 Мизийски букови гори в ЗЗ BG0001040 „Западна Стара планина и Предбалкан“ (ZIP) //  Информационна система за защитени зони от екологична мрежа Натура 2000.   Министерство на околната среда и водите, 2013n.  Архивиран от оригинала на 2019-05-05. Посетен на 2019-05-05.
- ГИС на МРРБ //  gis.mrrb.government.bg.   Министерство на регионалното развитие и благоустройството, 2019.  Архивиран от оригинала на 2017-09-24. Посетен на 2019-04-21.
- Справка за с. Търговище, общ. Чупрене, обл. Видин към 31.12.2018 г. //  Национален регистър на населените места.   Национален статистически институт, 2019. Посетен на 2019-04-20.
- Решение № 269 (DOCX) //  chuprene.com.   Община Чупрене, 2017. Посетен на 2019-04-27.
- Общински план за развитие за периода 2014 – 2020 г. (DOCX) //  strategy.bg.   Община Чупрене, 2014. Посетен на 2019-05-12.
- Стоянов, Иван. Видинско въстание през 1850 г. //  История на Българското възраждане.   chitanka.info, 1999. Посетен на 2019-05-06.
- Детайлна информация за читалище – „Проф. д-р Асен Златаров“ //  chitalishta.com.   chitalishta.com, 2019. Посетен на 2019-11-03.
- Информационни карти на типовете реки (PDF) //  freshwater-ecoservices-bg.eu.   freshwater-ecoservices-bg.eu, 2015. с. 5.  Архивиран от оригинала на 2019-04-27. Посетен на 2019-04-27.
- Google Maps – Find GPS coordinates, longitude, latitude, altitude //  mapcoordinates.net.   mapcoordinates.net, 2019. Посетен на 2019-04-26. (на английски)
- Климат Търговище //  meteoblue.com.   meteoblue.com, 2019. Посетен на 2019-04-26.
- Peel, M. C. et al. Updated world map of the Köppen-Geiger climate classification //  Hydrology and Earth System Sciences (11).   2007. p. 1633 – 1644. (на английски)
- wikimapia //  wikimapia.org.   wikimapia, 2019. Посетен на 2019-04-20. (на английски)